# Blang Gele
Blang Gele is een bestuurslaag in het regentschap Aceh Tengah van de provincie Atjeh, Indonesië. Blang Gele telt 982 inwoners (volkstelling 2010).